# Rajella eisenhardti
Rajella eisenhardti är en rockeart som beskrevs av Long och John E. McCosker 1999. Rajella eisenhardti ingår i släktet Rajella och familjen egentliga rockor. IUCN kategoriserar arten globalt som otillräckligt studerad. Inga underarter finns listade i Catalogue of Life.